# ЖВ Лідерал (футбольний клуб)
ЖВ Лідерал - бразильський футбольний клуб з міста Імператріс. У 2010 році клуб виступав у Серії D Бразилії.

## Історія
Клуб засновано 12 травня 2005 року. Абревіатура ЖВ означає Жуан Вісент і є ініціалами імен синів президента і власника клубу Вальтера Ліра. Емблема клубу за своєю стилістикою нагадує емблему ФК Барселона.
Домашні матчі проводить на стадіоні «Естадіо Вальтер Ліра», що вміщує 1 200 глядачів. Головним досягненням «ЖВ Лідерал» є перемога у чемпіонаті штату Мараньян у 2009 році.

## Досягнення
- Ліга Мараньєнсе :
  - Чемпіон (1): 2009.